# Saxob Joʻrayev
Saxob Joʻrayev (Сахоб Жўраев, ros. Сахоб Тошпулатович Джураев, Sachob Toszpułatowicz Dżurajew; ur. 19 stycznia 1987 w Dżyzaku) – uzbecki piłkarz występujący na pozycji obrońcy w drużynie Olmaliq FK.

## Kariera piłkarska
Saxob Joʻrayev jest wychowankiem klubu Lokomotiv Taszkent. W 2008 przeszedł do innej uzbeckiej drużyny - Bunyodkor Taszkent. Już w swym pierwszym sezonie zapisał na swoje konto mistrzostwo w I lidze uzbeckiej. Ten sukces powtórzył także w kolejnych dwóch sezonach. W 2014 powrócił do Lokomotivu Taszkent, a w 2015 przeszedł do Olmaliq FK.
Saxob Joʻrayev w 2008 zadebiutował w reprezentacji Uzbekistanu. Z zespołem narodowym brał udział w eliminacjach do Mundialu w RPA. W 2011 został powołany na Puchar Azji. Uzbecy zajęli 1. miejsce w swojej grupie i awansowali do dalszej fazy.

### Sukcesy

#### Bunyodkor Taszkent
- Zwycięstwo
  - Oʻzbekiston Oliy Ligasi: 2008, 2009, 2010